# 樂屬
乐属，东晋时对免除奴隶身份为佃客者的称呼。
有罪者没为官奴，称奴户。东晋隆安三年（399年），执掌朝权的东晋宗室、扬州刺史司马元显（会稽王司马道子之子）为发展自己势力、增强其军事力量，征发东土诸郡免奴户身分变成佃客，称之为“乐属”，迁到京师，来充兵役。东土诸郡以此为苦，直接导致了孙恩、卢循起义的爆发。